# بليد (مدينة)
بليد (بالألمانية: Veldes) و(بالإنجليزية: Bled)‏ هي مدينة في شمال غرب سلوفينيا في منطقة كارنيولا العليا، وهي مقر بلدية بليد. وتقع البلدة في جبال الألب جوليان وإلى جانب بحيرة بليد، وهي مقصد سياحي شهير.

## توأمة
لبليد (مدينة) اتفاقيات توأمة مع كل من:
- بريكسن
- Velden am Wörther See [الإنجليزية]‏

## الصور

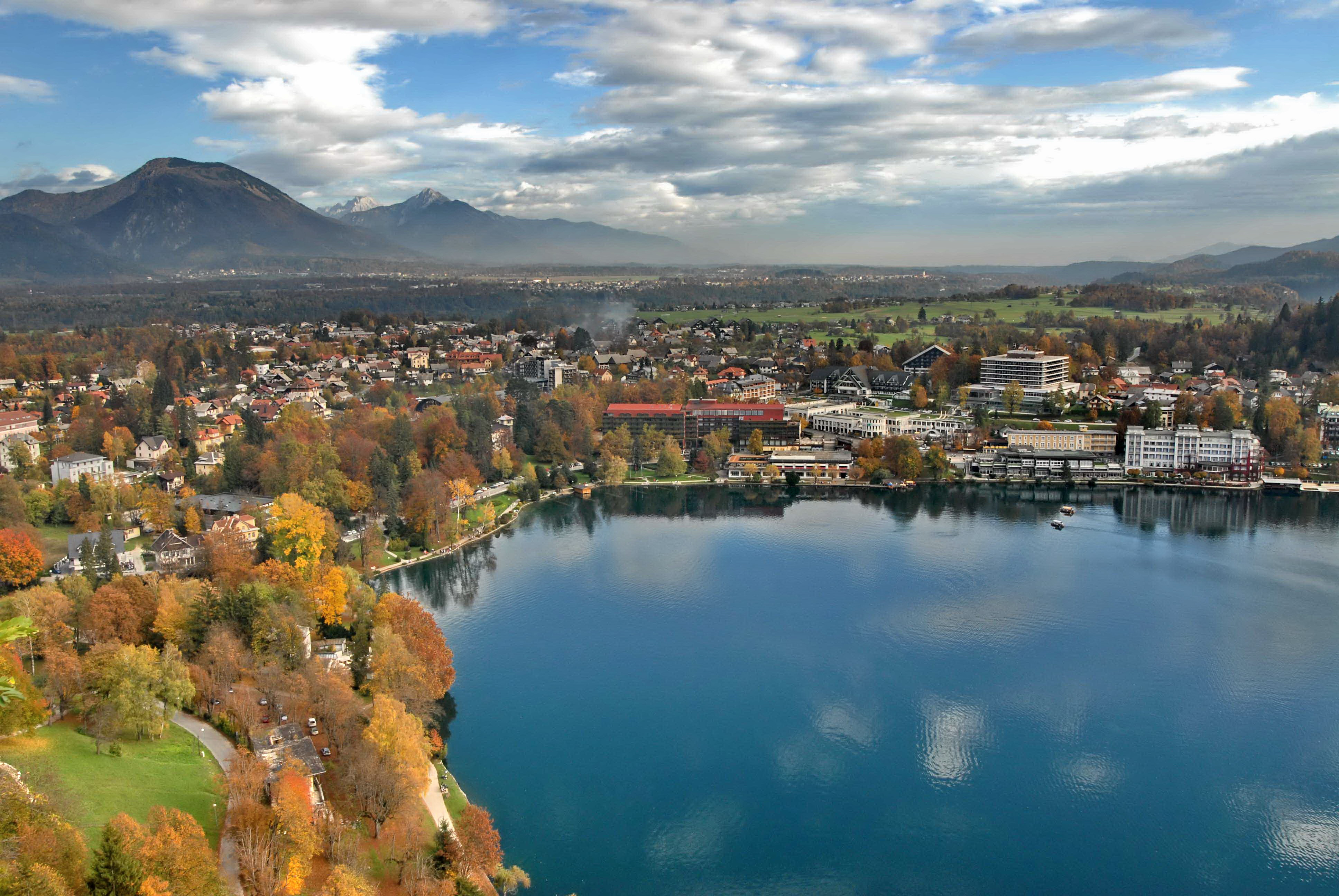
مدينة بليد كما تظهر من القلعة
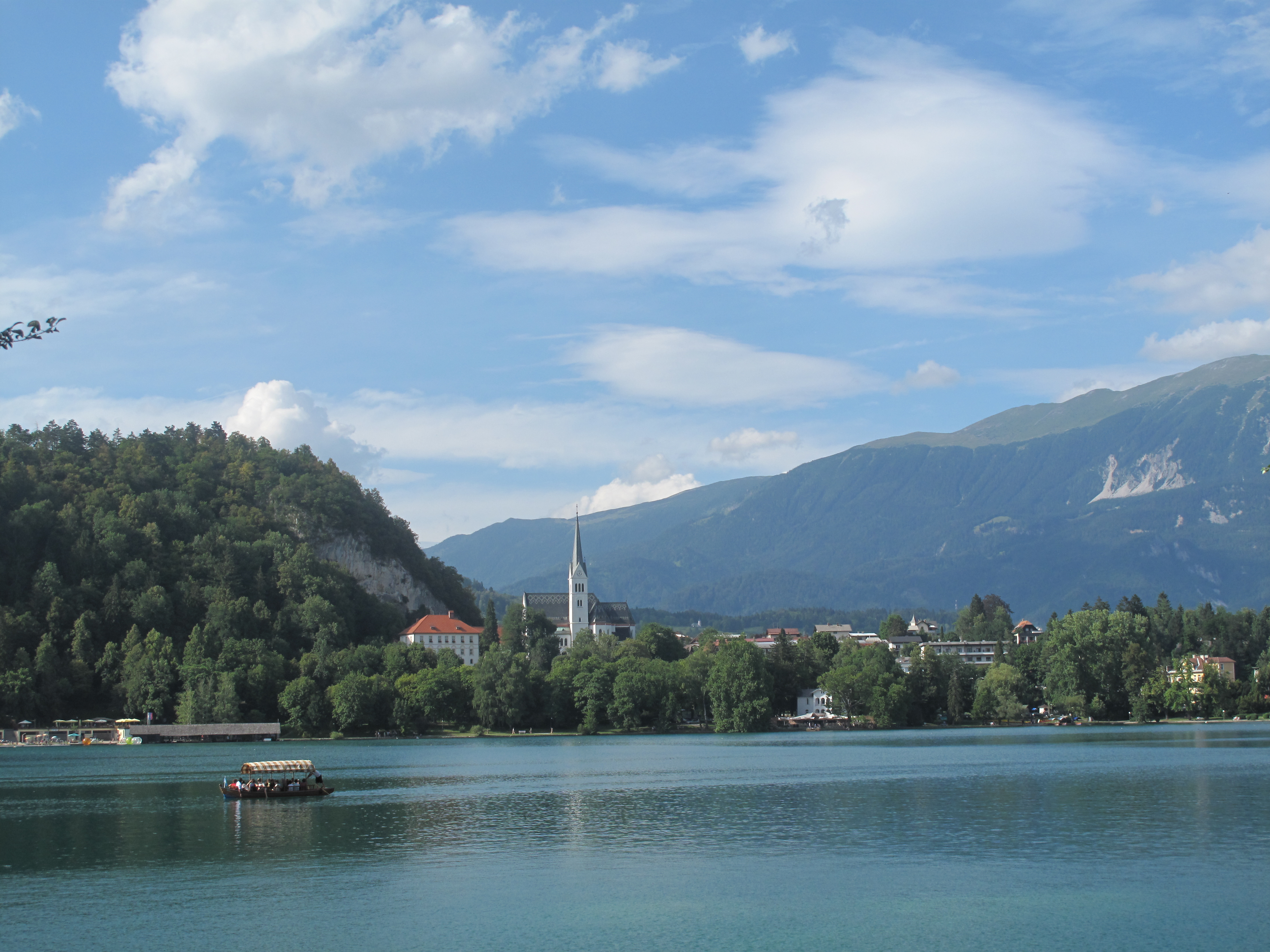
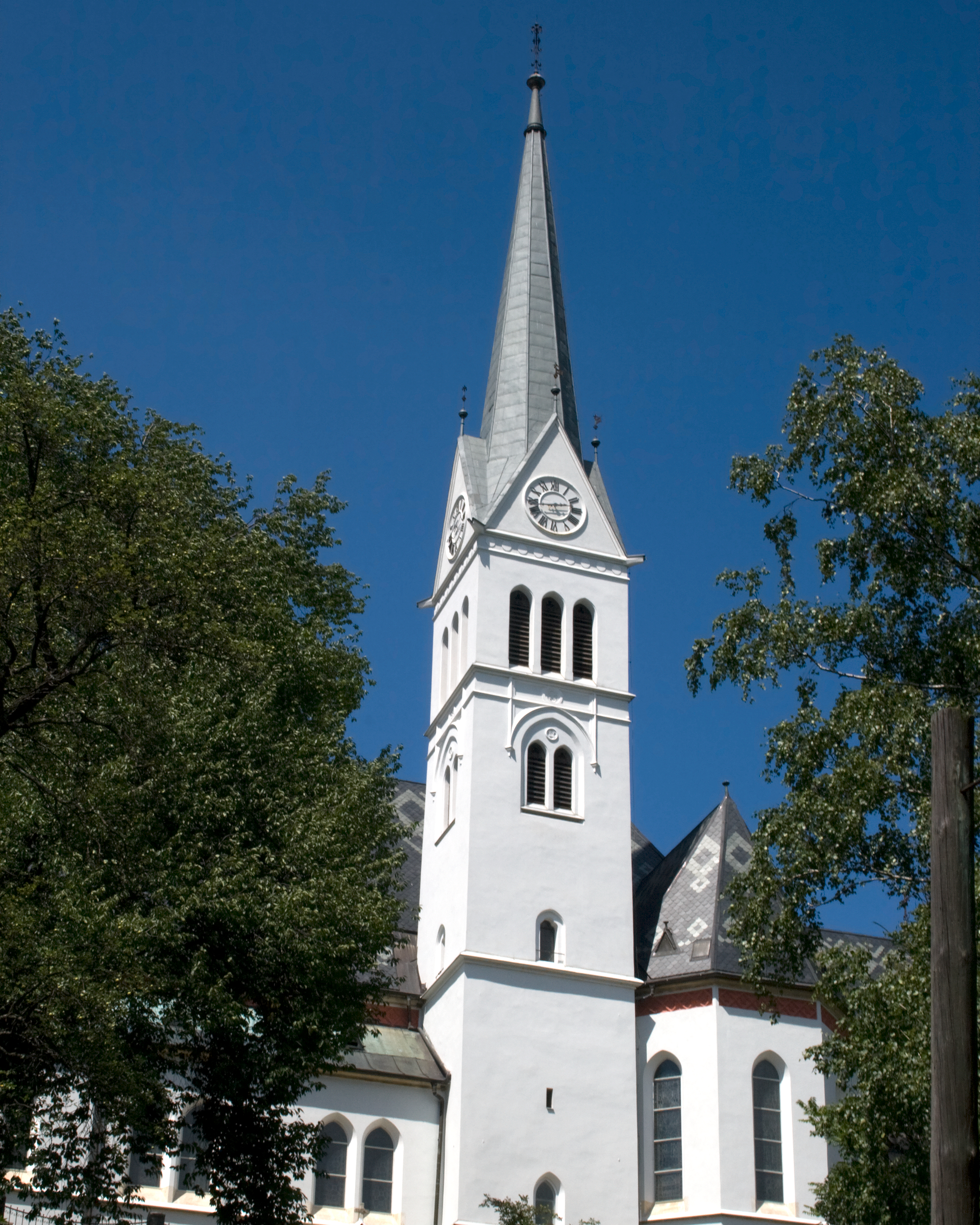
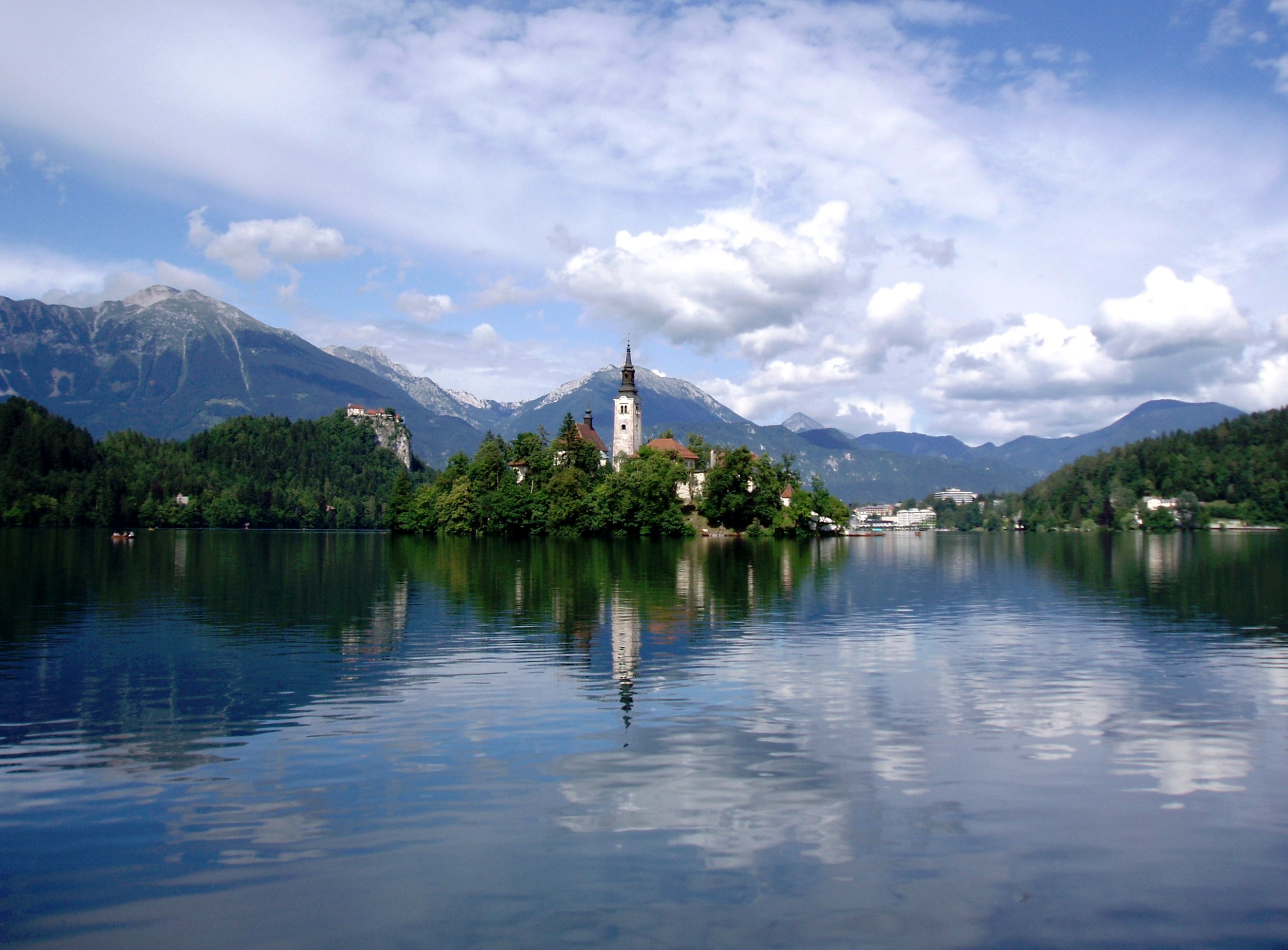
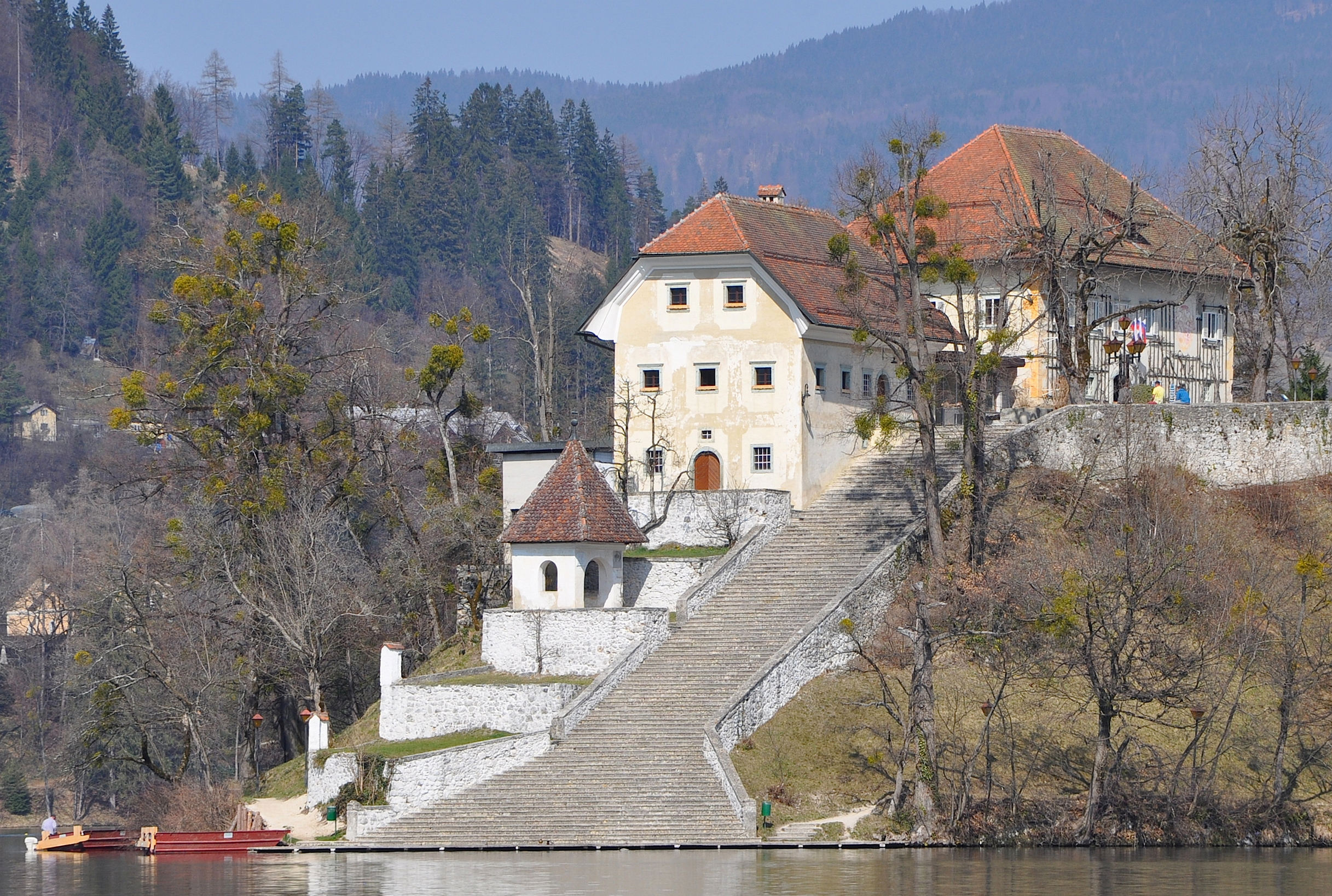
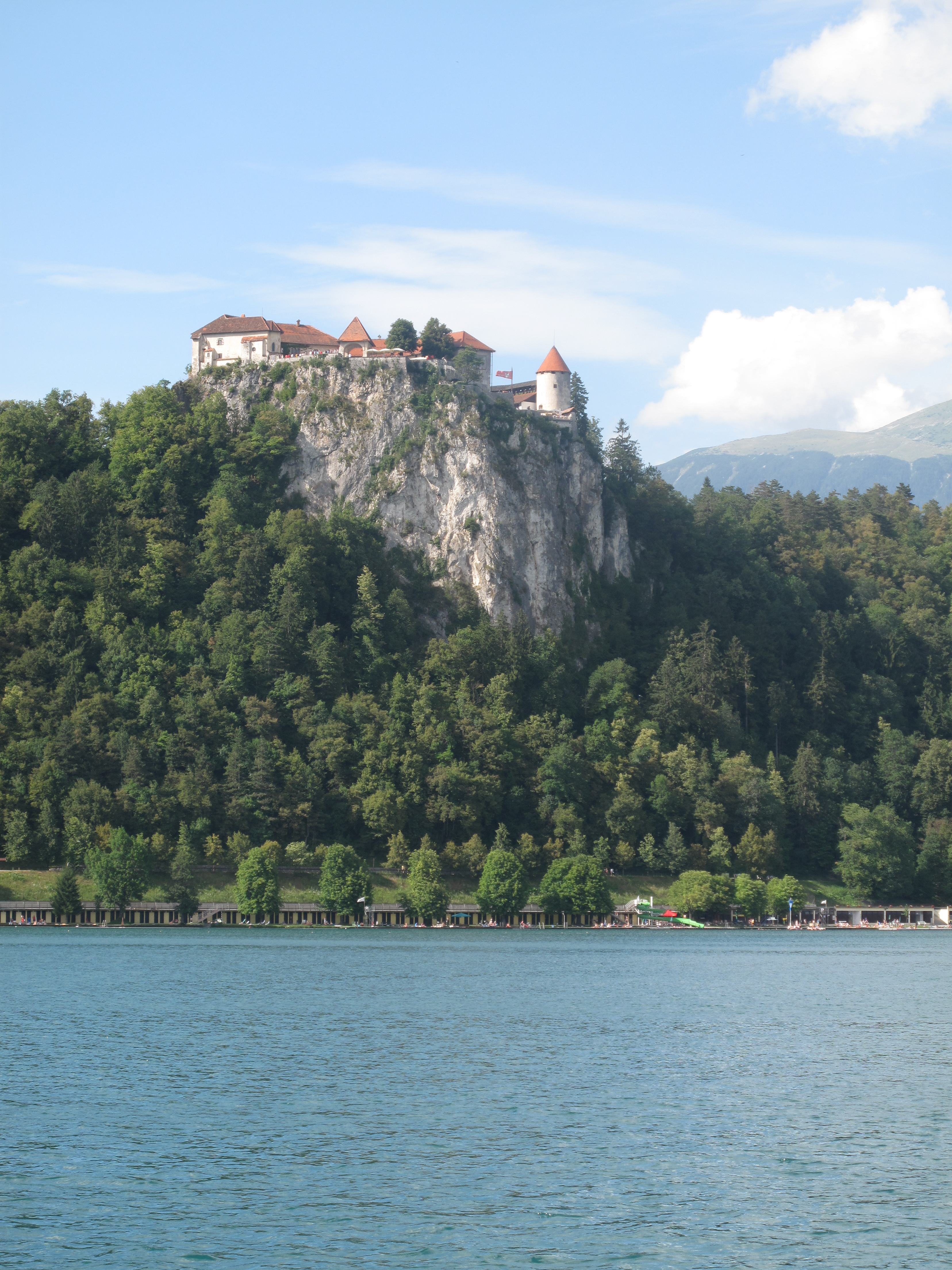
قلعة بليد